# Fire Garden
Albums de Steve Vai
Alien Love Secrets
(1995) The Ultra Zone
(1999)
Fire Garden est un album du guitariste Steve Vai sorti en 1996.
L'album est divisé en deux phases, la première phase étant principalement dédiée aux morceaux purement instrumentaux (excepté les parties vocales à l'envers sur Whookam et le chant à la fin de Fire Garden Suite) alors que la seconde partie de l'album est majoritairement dédiée aux pièces musicales donnant une place prépondérante au chant (excepté "Warm Regards").

## Liste des Pistes
Toutes les musiques sont de Steve Vai, sauf quand cela est expressément mentionné.

### Phase 1
1. There's a Fire in the House - 5:26
2. The Crying Machine - 4:50
3. Dyin' Day (Vai, Ozzy Osbourne) - 4:29
4. Whookam - 0:29
5. Blowfish - 4:03
6. The Mysterious Murder of Christian Tiera's Lover - 1:02
7. Hand on Heart - 5:25
8. Bangkok (Björn Ulvaeus, Tim Rice) - 2:46
9. Fire Garden Suite - 9:56
Bull Whip
Pusa Road
Angel Food
Taurus Bulba

### Phase 2
1. Deepness- 0:47
2. Little Alligator - 6:12
3. All About Eve - 4:37
4. Aching Hunger - 4:45
5. Brother - 5:04
6. Damn You - 4:31
7. When I Was a Little Boy - 1:18
8. Genocide - 4:11
9. Warm Regards - 4:06